# Кляскава
Кляскава (пол. Klaskawa, нім. Klasken) — село в Польщі, у гміні Черськ Хойницького повіту Поморського воєводства.
Населення — 318 осіб (2011).
У 1975-1998 роках село належало до Бидгощського воєводства.

## Демографія
Демографічна структура станом на 31 березня 2011 року:
|          | Загалом | Допрацездатний вік | Працездатний вік | Постпрацездатний вік |
| -------- | ------- | ------------------ | ---------------- | -------------------- |
| Чоловіки | 168     | 41                 | 110              | 17                   |
| Жінки    | 150     | 33                 | 82               | 35                   |
| Разом    | 318     | 74                 | 192              | 52                   |